# 新村站 (長野縣)
新村站（日语：／ Niimura eki */?）是位於長野縣松本市大字新村，屬於Alpico交通的上高地線車站。車站編號為AK-08。站內設有新村車廠。

## 歷史
在車站啟用以來已經設有車站大樓。在2012年（平成24年）3月24日，新車站大樓開始使用。舊車站大樓曾經討論如何處置。後來最後於2017年3月拆毀。
- 1921年（大正10年）10月2日 - 筑摩鐵道此站至松本之間開通，此站啟用[1]。
- 1922年（大正11年）
  - 5月10日 - 此站至波多站之間開通[4]。
  - 9月 - 波多至島島站之間開通[4]。
  - 10月31日 - 公司名稱改為筑摩電氣鐵道。
- 1932年（昭和7年）12月2日 - 公司名稱改為松本電氣鐵道。
- 2011年（平成23年）4月1日 - 公司名稱改為Alpico交通。
- 2012年（平成24年）3月24日 - 新車站大樓開始使用。
- 2017年（平成29年）3月下旬 - 舊車站大樓拆毀[3]。

## 車站構造
車站是一座地面車站，設有1面2線島式月台。此站沒有跨線橋，車站大樓與月台之間設有站內平交道連接。此站是直營車站（但是櫃臺營業時間為7時20分至15時50分）。
站內設有上高地線的鐵路車廠（新村車輛所）和留置線。新村車廠內曾經存放了日本國有鐵道（鐵道院）最初的電動列車「HaNiFu1」。後來在2007年寄贈給位於埼玉市鐵道博物館。HaNiFu1在2007年3月21日晚上使用貨車運送。在決定寄贈後，於2006年年尾至2007年3月運送前的星期六與日（在年尾年初與天氣惡劣的日子暫停公開）作公開展示。在最初2日，參觀人士更可進入車內參觀，但是會預計於車內發生意外，因此基於安全理由，只可在外側觀看車輛。在運送日當天還有公開展示並舉行了典禮，活動完成後便準備運送工作。
另外，在車廠內還保存在5000形（前東急5000系）5005-5006編成。在2011年（平成23年），車輛復原至東急時代的顏色（綠色車身）。在2020年（令和2年）3月遷出車廠，遷移往群馬縣前橋市富士見町赤城高原繼續保存，放置於東急DeHa3450形3499號車旁邊。
現時車廠內還有存放凸型電力機車ED301。

### 月台
| 月台 | 路線      | 上下行 | 方向               |
| ---- | --------- | ------ | ------------------ |
| 1    | ■上高地線 | 下行   | 波田、新島島方向   |
| 2    | ■上高地線 | 上行   | 信濃荒井、松本方向 |

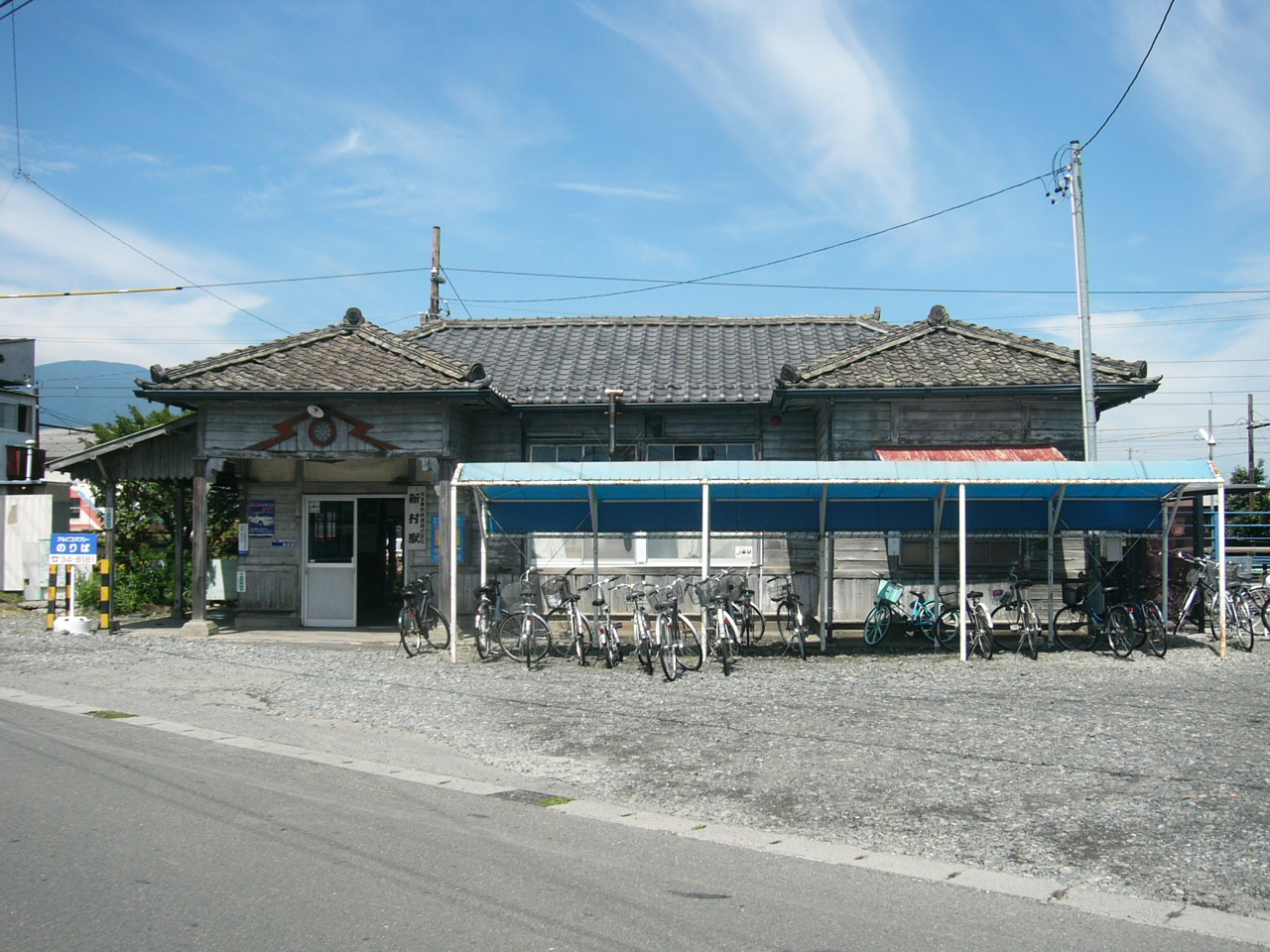
2012年3月23日前還在使用的舊車站大樓
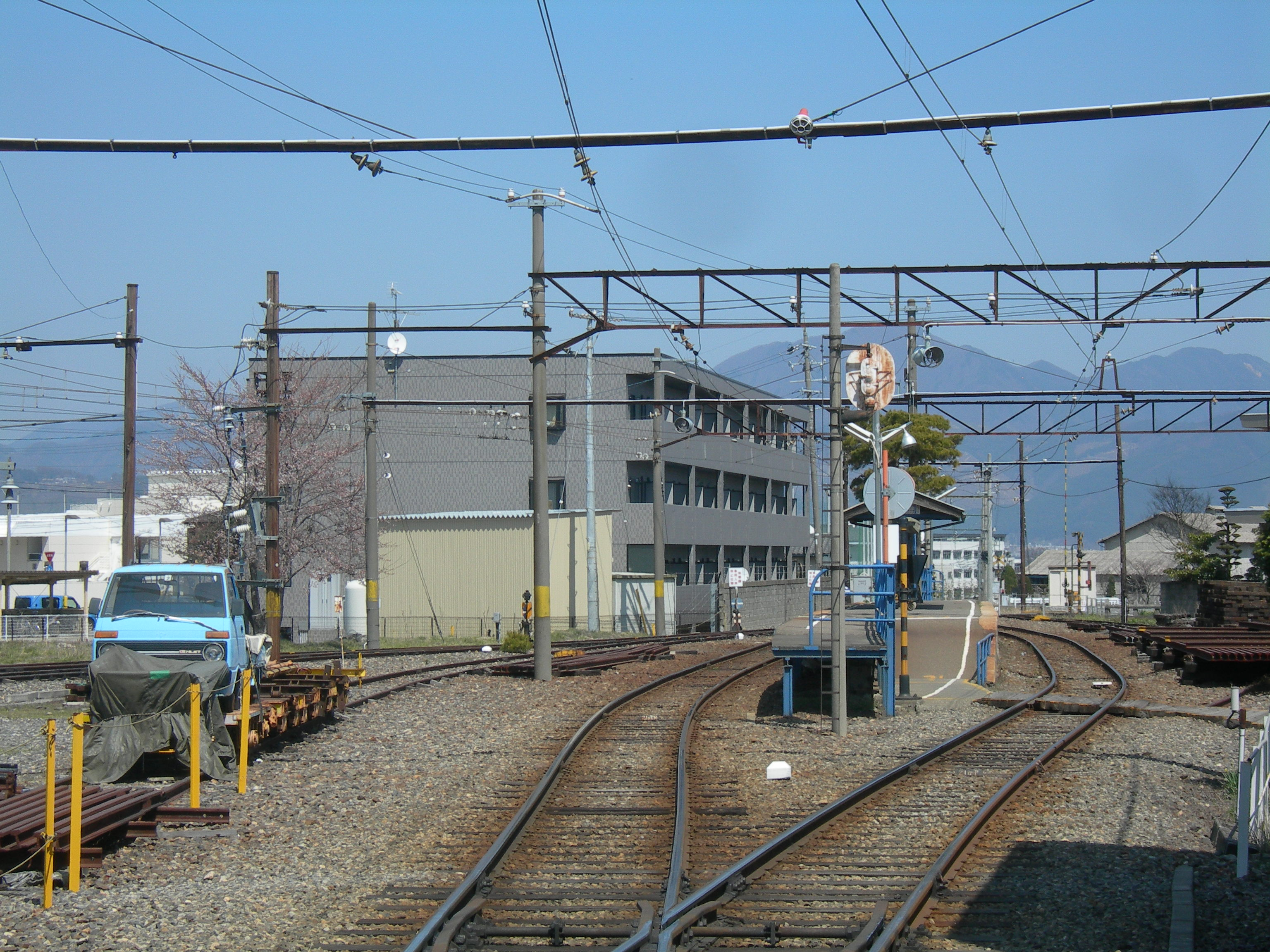
月台
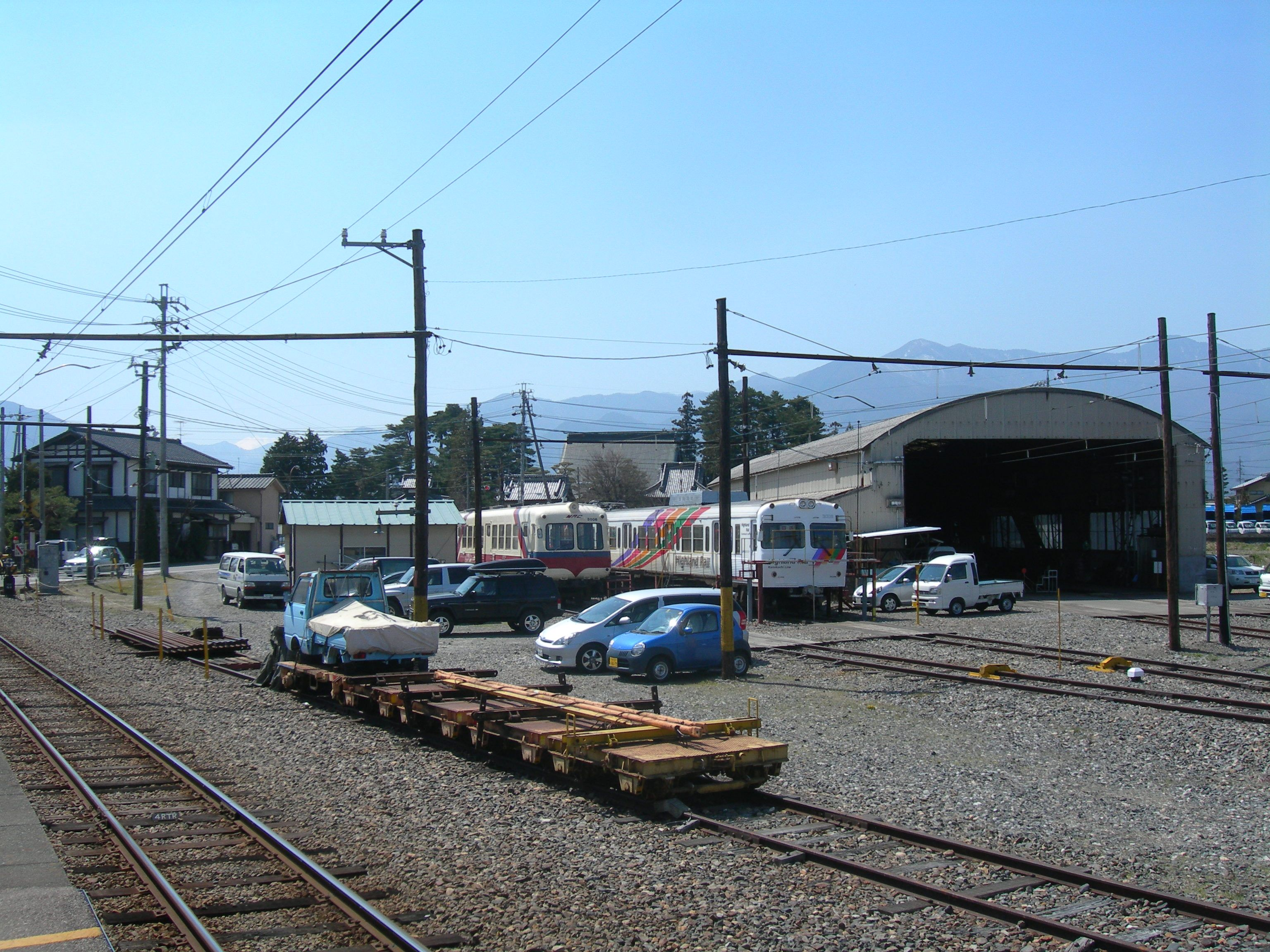
新村車輛所
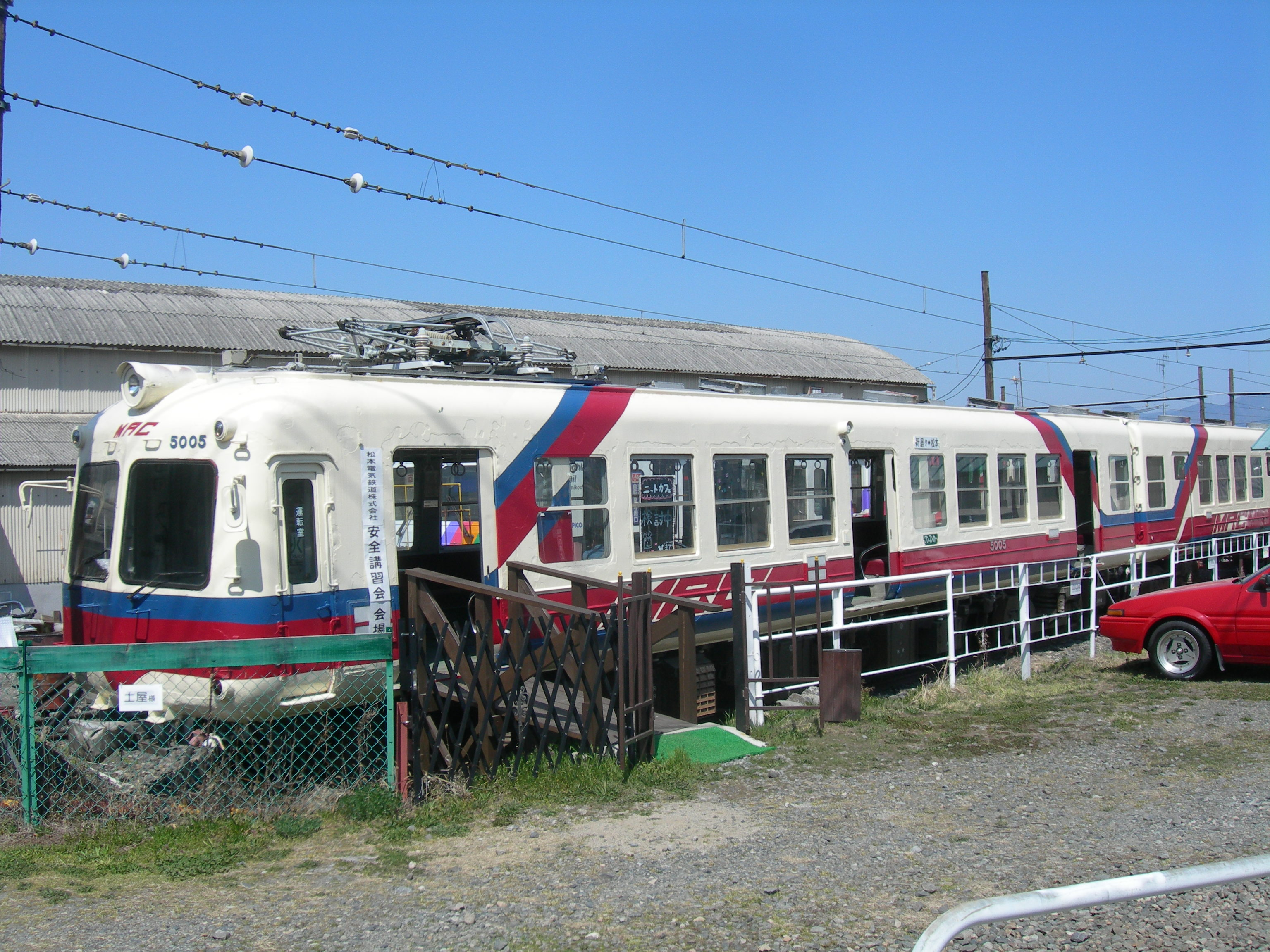
正在保存中的5000形
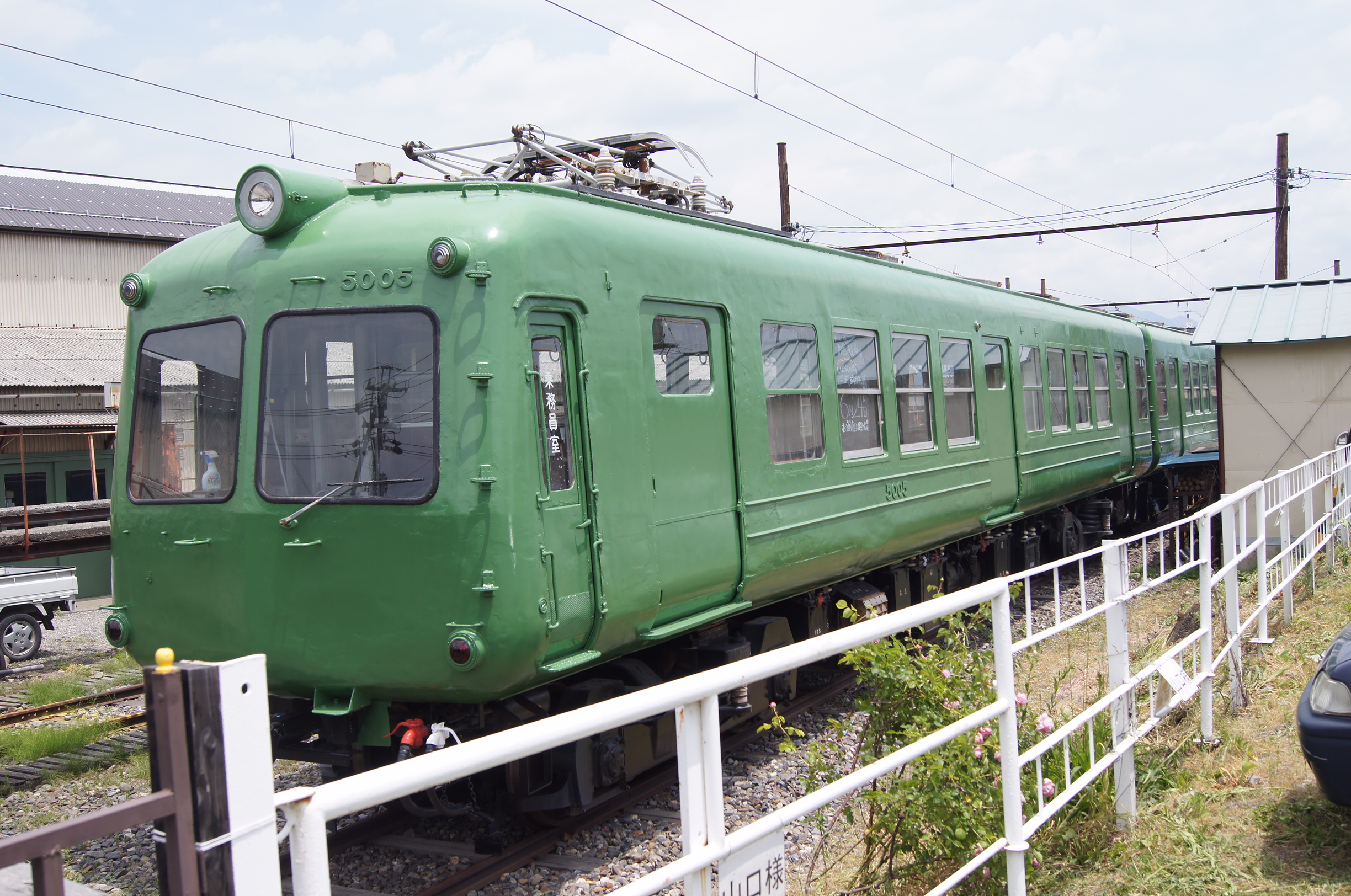
塗上了東急色的5000形

## 使用狀況
根據「松本市統計書」，以下為1日平均乘車人次列表：
| 乘車人次變化 | 乘車人次變化 |
| 年度         | 1日平均人次  |
| ------------ | ------------ |
| 2009         | 107          |
| 2010         | 101          |
| 2011         | 117          |
| 2012         | 123          |
| 2013         | 137          |
| 2014         | 134          |
| 2015         | 137          |
| 2016         | 142          |
| 2017         | 137          |

## 車站周邊
- 國道158號
- 長野縣道48號松本環狀高家線（日语：長野県道48号松本環状高家線）
  - 倭橋 (長野縣)（日语：倭橋 (長野県)）
- 專稱寺（日语：専称寺 (松本市)）
- 岩碕神社

## 巴士路線
新村站巴士站
- 松本市西部地域社區巴士（截至2013年10月[6]）
  - A線（島內、新村線）：（Lara松本（日语：ラーラ松本）～）島內站～（丸之內醫院（日语：丸の内病院）～）小宮團地～北新・松本大學前～新村站
  - B線（新村、平田線）：（新村站～）北新·松本大學前～神林出張所（日语：神林 (松本市)）～二子團地（日语：笹賀 (松本市)）～平田站（～Tsuruya平田店）
  - C線（梓川、波田線）：八景山公民館→梓川分所→新村站・（i city 21（日语：アイシティ21）～松本市立醫院（日语：松本市立病院）～）波田站～梓川分所～新村站

## 相鄰車站
Alpico交通
上高地線
北新·松本大學前（AK-07）－新村（AK-08）－三溝（AK-09）

## 注腳
1. 1 2 3 4  信濃毎日新聞社出版部. . 信濃毎日新聞社. 2011-07-24: 312-313. ISBN 9784784071647 （日语）.
2. ↑  . 鐵道畫刊 (電気車研究会). 2012年6月, (863): 98 （日语）.
3. 1 2  . Response. (株式会社イード). 2017-03-10  [2017-04-09]. （原始内容存档于2021-08-29） （日语）.
4. 1 2  松本電氣鐵道株式會社《50年のあゆみ》1970年4月1日發行/1991年10月再發行
5. ↑  營業時間參考自由松本電氣鐵道發行的2009年12月16日改正時間表。
6. ↑  西部地域コミュニティーバス （页面存档备份，存于）（日語）